# Wieren
Wieren ist ein Ortsteil der Gemeinde Wrestedt in der Lüneburger Heide im Landkreis Uelzen in Niedersachsen.

## Geschichte
Am 1. Juli 1972 wurden die Gemeinden Bollensen, Drohe, Emern, Kahlstorf, Könau, Kroetze (bis 10. September 1936 Kroitze) und Ostedt eingegliedert. Zu Wieren gehörten auch Gavendorf, Groß Pretzier, Klein Pretzier und Kroetzmühle. Am 1. November 2011 wurde die Gemeinde aufgelöst und mit Wrestedt und Stadensen zur neuen Gemeinde Wrestedt zusammengeschlossen.
Alte Bezeichnungen: 1339 Wiren, 1342 Wiren, 1357 Wyren
Der Ortsname ist offenbar nach der Lage an einer Biegung der Ilmenau benannt. Zugrunde liegt mittelniederdeutsch „wir“ für „Windung“, er bedeutet also „Ort an der Biegung“.

## Religion
Neben der Alten Kirche  aus dem 12. Jahrhundert besteht die St.-Jakobus-Kirche von 1911.

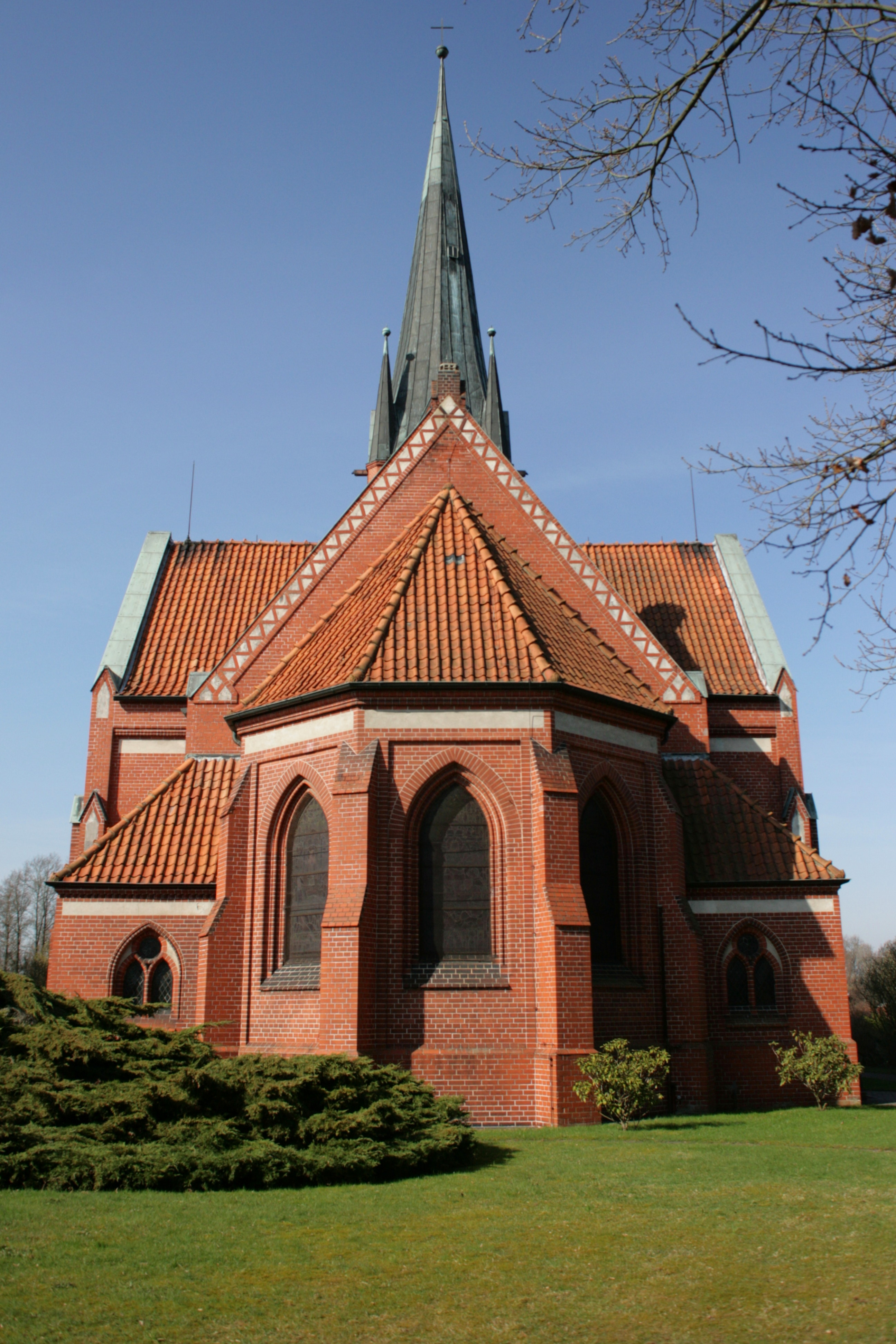
Evangelische Kirche St. Jakobus, im neugotischen Stil 1911 errichtet

Die Evangelisch-lutherische Jacobus-Kirchengemeinde in Wieren wurde zum 1. Oktober 2011 mit der Evangelisch-lutherischen St.-Dionys-Kirchengemeinde Lehmke in Wrestedt zur Kirchengemeinde Lehmke-Wieren in Wrestedt vereinigt. Sie gehört zur Region Süd-Ost des Kirchenkreises Uelzen.

## Sport
Zur sportlichen Betätigung gibt es den Turn- und Sportverein Wieren von 1921 e. V. (kurz: TuS Wieren), der in seinem Verein Angebote in den Bereichen Fußball, Turnen, Schwimmen, Tischtennis, Nordic Walking, Jazzdance und die Abnahme des deutschen Sportabzeichens für alle Interessierten anbietet. Eine weitere Abteilung bildet die Prinzengarde. Die Schwimmabteilung wurde mittlerweile in die Aktion Sommerbad Wieren e. V. (kurz: ASW) ausgegliedert, die seit 2006 auch das Sommerbad Wieren komplett in Eigenregie betreibt.

## Wirtschaft und Infrastruktur

### Verkehr
Der Bahnhof Wieren liegt an der Bahnstrecke Stendal–Uelzen, Teil der sogenannten Amerikalinie. Außerdem mündet in dem Bahnhof die Bahnstrecke Braunschweig–Wieren in die Strecke nach Uelzen.

### Bildung
Die Grundschule Wieren bietet Klassen von der Vorschule bis zum vierten Schuljahr an.

### Arbeitsgemeinschaft der Ortsgruppen der Landjugend Wieren
Die Landjugend Wieren bietet Jugendlichen aus Wieren und der Umgebung einen Freizeittreff jeden Freitagabend im Alter von 15 bis 30 Jahren. Es werden verschiedene Aktivitäten wie Aktionen zur Verbesserung des Gemeinwohls veranstaltet. So wurden im Rahmen der 72-Stunden-Aktion der Niedersächsischen Landjugend ein Quellteich und ein Sinneswandelpfad im Sommerbad Wieren angelegt.

## Persönlichkeiten
- Rainer Zubeil (1956–2004), Schriftsteller, wurde in Könau geboren.